# Fabrice Picault
Fabrice-Jean Picault, conosciuto anche come Fafà (New York, 23 febbraio 1991), è un calciatore statunitense naturalizzato haitiano, attaccante dell'Inter Miami e della nazionale haitiana.

## Biografia
È nato a New York da genitori haitiani. Suo nonno, Max Antoine Picault, è stato anch'egli un calciatore, militando per vari anni nella nazionale haitiana. Suo padre, anch'egli ex calciatore, ha giocato con il Philadelphia Fever nella Major Indoor Soccer League del 1978.

## Carriera

### Club
Ha iniziato la sua carriera nelle giovanili del Cagliari, ma, per motivi sconosciuti, lascerà il club dopo 6 anni.
Terminata la sua esperienza in Italia, viene acquistato dai Tampa Bay Rowdies, firmando un contratto annuale. Debutta ufficialmente nella North American Soccer League il 20 maggio 2012, nella parita vinta per 3-2 contro gli Atlanta Silverbacks. Scaduto il suo contratto con i Rowdies, si trasferisce ai Fort Lauderdale Strikers.
Nel gennaio 2015, dopo aver disputato un'ottima stagione con la maglia del Fort Lauderdale, viene prelevato dallo Sparta Praga, dove però non riesce a mettere in mostra le sue qualità. Di conseguenza, il 17 giugno 2015, rescinde il contratto con il club.
Nel mese di settembre del 2015 firma un contratto di un anno con il St. Pauli con l'opzione di estensione per il secondo.

### Nazionale
Tra il 2016 ed il 2018, pur essendo nato da genitori haitiani, scelse di rappresentare gli Stati Uniti d'America a livello internazionale, debuttando con la nazionale statunitense il 22 maggio 2016 in un'amichevole contro Porto Rico.
A partire dal 2023, avendo disputato soltanto 2 incontri amichevoli con la Nazionale statunitense, ha optato per rappresentare calcisticamente Haiti, venendo convocato dalla Nazionale haitiana per la CONCACAF Gold Cup 2023.

## Statistiche

### Cronologia presenze e reti in nazionale

#### Stati Uniti
| Cronologia completa delle presenze e delle reti in nazionale ― Stati Uniti | Cronologia completa delle presenze e delle reti in nazionale ― Stati Uniti | Cronologia completa delle presenze e delle reti in nazionale ― Stati Uniti | Cronologia completa delle presenze e delle reti in nazionale ― Stati Uniti | Cronologia completa delle presenze e delle reti in nazionale ― Stati Uniti | Cronologia completa delle presenze e delle reti in nazionale ― Stati Uniti | Cronologia completa delle presenze e delle reti in nazionale ― Stati Uniti | Cronologia completa delle presenze e delle reti in nazionale ― Stati Uniti |
| Data                                                                       | Città                                                                      | In casa                                                                    | Risultato                                                                  | Ospiti                                                                     | Competizione                                                               | Reti                                                                       | Note                                                                       |
| -------------------------------------------------------------------------- | -------------------------------------------------------------------------- | -------------------------------------------------------------------------- | -------------------------------------------------------------------------- | -------------------------------------------------------------------------- | -------------------------------------------------------------------------- | -------------------------------------------------------------------------- | -------------------------------------------------------------------------- |
| 22-5-2016                                                                  | Bayamón                                                                    | Porto Rico                                                                 | 1 – 3                                                                      | Stati Uniti                                                                | Amichevole                                                                 | -                                                                          | 71’                                                                        |
| 11-10-2018                                                                 | Tampa                                                                      | Stati Uniti                                                                | 2 – 4                                                                      | Colombia                                                                   | Amichevole                                                                 | -                                                                          | 58’                                                                        |
| Totale                                                                     |                                                                            | Presenze                                                                   | 2                                                                          |                                                                            | Reti                                                                       | 0                                                                          |                                                                            |

#### Haiti
| Cronologia completa delle presenze e delle reti in nazionale ― Haiti | Cronologia completa delle presenze e delle reti in nazionale ― Haiti | Cronologia completa delle presenze e delle reti in nazionale ― Haiti | Cronologia completa delle presenze e delle reti in nazionale ― Haiti | Cronologia completa delle presenze e delle reti in nazionale ― Haiti | Cronologia completa delle presenze e delle reti in nazionale ― Haiti | Cronologia completa delle presenze e delle reti in nazionale ― Haiti | Cronologia completa delle presenze e delle reti in nazionale ― Haiti |
| Data                                                                 | Città                                                                | In casa                                                              | Risultato                                                            | Ospiti                                                               | Competizione                                                         | Reti                                                                 | Note                                                                 |
| -------------------------------------------------------------------- | -------------------------------------------------------------------- | -------------------------------------------------------------------- | -------------------------------------------------------------------- | -------------------------------------------------------------------- | -------------------------------------------------------------------- | -------------------------------------------------------------------- | -------------------------------------------------------------------- |
| 25-6-2023                                                            | Houston                                                              | Haiti                                                                | 2 – 1                                                                | Qatar                                                                | Gold Cup 2023 - 1º turno                                             | -                                                                    | 22’ 84’                                                              |
| 29-6-2023                                                            | Glendale                                                             | Haiti                                                                | 1 – 3                                                                | Messico                                                              | Gold Cup 2023 - 1º turno                                             | -                                                                    | 58’                                                                  |
| 2-7-2023                                                             | Charlotte                                                            | Honduras                                                             | 2 – 1                                                                | Haiti                                                                | Gold Cup 2023 - 1º turno                                             | -                                                                    | 72’                                                                  |
| 12-10-2023                                                           | Paramaribo                                                           | Suriname                                                             | 1 – 1                                                                | Haiti                                                                | CONCACAF Nations League 2023-2024 - 1º turno                         | -                                                                    |                                                                      |
| 15-10-2023                                                           | Port of Spain                                                        | Haiti                                                                | 2 – 3                                                                | Giamaica                                                             | CONCACAF Nations League 2023-2024 - 1º turno                         | -                                                                    |                                                                      |
| 23-3-2024                                                            | Remire-Montjoly                                                      | Guyana francese                                                      | 1 – 1                                                                | Haiti                                                                | Amichevole                                                           | -                                                                    | 46’                                                                  |
| 6-6-2024                                                             | Bridgetown                                                           | Haiti                                                                | 2 – 1                                                                | Saint Lucia                                                          | Qual. Mondiali 2026                                                  | -                                                                    |                                                                      |
| 9-6-2024                                                             | Bridgetown                                                           | Barbados                                                             | 1 – 3                                                                | Haiti                                                                | Qual. Mondiali 2026                                                  | -                                                                    | 79’                                                                  |
| 6-9-2024                                                             | Mayagüez                                                             | Porto Rico                                                           | 1 – 4                                                                | Haiti                                                                | CONCACAF Nations League 2024-2025 - 1º turno                         | -                                                                    | 74’                                                                  |
| 9-9-2024                                                             | Mayagüez                                                             | Haiti                                                                | 6 – 0                                                                | Sint Maarten                                                         | CONCACAF Nations League 2024-2025 - 1º turno                         | -                                                                    |                                                                      |
| 11-10-2024                                                           | Oranjestad                                                           | Aruba                                                                | 1 – 3                                                                | Haiti                                                                | CONCACAF Nations League 2024-2025 - 1º turno                         | -                                                                    | 76’                                                                  |
| 14-10-2024                                                           | Oranjestad                                                           | Aruba                                                                | 3 – 5                                                                | Haiti                                                                | CONCACAF Nations League 2024-2025 - 1º turno                         | 1                                                                    |                                                                      |
| 15-11-2024                                                           | Mayagüez                                                             | Sint Maarten                                                         | 0 – 8                                                                | Haiti                                                                | CONCACAF Nations League 2024-2025 - 1º turno                         | -                                                                    | 46’                                                                  |
| 18-11-2024                                                           | Mayagüez                                                             | Porto Rico                                                           | 0 – 3                                                                | Haiti                                                                | CONCACAF Nations League 2024-2025 - 1º turno                         | -                                                                    | 68’                                                                  |
| 7-6-2025                                                             | Oranjestad                                                           | Aruba                                                                | 0 – 5                                                                | Haiti                                                                | Qual. Mondiali 2026                                                  | -                                                                    | 57’                                                                  |
| Totale                                                               |                                                                      | Presenze                                                             | 15                                                                   |                                                                      | Reti                                                                 | 1                                                                    |                                                                      |

## Palmarès
- Campionato NASL II: 1

Tampa Bay Rowdies: 2012
- Canadian Championship: 1

Vancouver Whitecaps: 2024